# سيدني نيومان
سيدني نيومان هو منتج تلفزيوني ومنتج أفلام كندي، ولد في 1 أبريل 1917 في تورونتو في كندا، وتوفي بنفس المكان في 30 أكتوبر 1997.

## وصلات خارجية
- سيدني نيومان على موقع IMDb (الإنجليزية)
- سيدني نيومان على موقع قاعدة بيانات الفيلم (الإنجليزية)